# José Luis Navarro
José Luis Navarro Martínez (Madrid, 28 juli 1962) is een Spaans wielrenner die als prof reed tussen 1984 en 1991. 

## Carrière
Op 22-jarige leeftijd werd Navarro professioneel wielrenner. Hij reed zijn eerste drie seizoenen bij Zor, namens deze ploeg behaalde hij in 1985 zijn grootste successen. Zo won hij etappes in de Tirreno-Adriatico, Ronde van Asturië en de Ruota d'Oro. Bij zijn tweede deelname aan het Spaans kampioenschap wielrennen op de weg werd hij kampioen van zijn land, voor Pello Ruiz Cabestany en Javier Castellar. Hij nam ook voor het eerst deel aan de Ronde van Italië. In deze Grote Ronde won hij het bergklassement en behaalde een negentiende plek in de eindklassering. In het jongerenklassement eindigde hij ook op het podium, ditmaal als derde achter Alberto Volpi en Silvano Contini. In 1987 wist hij bij BH Sport geen gevolg te geven aan zijn successen van twee jaar eerder. Ook in de latere jaren van zijn carrière behaalde hij geen overwinningen meer. In totaal reed hij negen Grote Rondes, hiervan reed hij er zeven uit.

## Overwinningen
1984
Klasika Primavera de Amorebieta
1985
3e etappe Tirreno-Adriatico
Bergklassement Ronde van Italië
6e etappe Ronde van Asturië
 Spaans kampioen op de weg, elite
3e etappe Ruota d'Oro

### Resultaten in voornaamste wedstrijden
| Jaar | Ronde van Italië | Ronde van Frankrijk | Ronde van Spanje |
| ---- | ---------------- | ------------------- | ---------------- |
| 1984 |                  |                     | 31e              |
| 1985 | 19e              |                     | 10e              |
| 1986 |                  |                     | opgave           |
| 1987 |                  | 113e                | 58e              |
| 1988 |                  |                     |                  |
| 1989 |                  |                     | 91e              |
| 1990 |                  |                     |                  |
| 1991 |                  |                     | opgave           |

| Jaar | Clásica San Sebastián |  | WK op de weg |
| ---- | --------------------- |  | ------------ |
| 1984 | 40e                   |  | 21e          |
| 1985 | 10e                   |  | 18e          |
| 1986 |                       |  |              |
| 1987 | 105e                  |  |              |
| 1988 |                       |  |              |
| 1989 | 126e                  |  |              |
| 1990 | 114e                  |  |              |
| 1991 |                       |  |              |

## Ploegen
- 1984 –  Zor
- 1985 –  Zor
- 1986 –  Zor
- 1987 –  BH Sport
- 1988 –  Teka
- 1989 –  Seur
- 1990 –  Seur
- 1991 –  Wigarma-JM Catering

Wielerploegen van Alfonso Gutiérrez
Aja · 
Alonso · 
Blanco ·
Bruggmann ·
Camarillo ·
Carvalho ·
Clère ·
Dietzen ·
Gómez ·
González · 
Gutiérrez ·
Hernández ·
Hilse · 
Leanizbarrutia ·
Lisaso ·
Mazon ·
Navarro ·
Ovando ·
Pacheco ·
Recalde ·
Sánchez ·
Sarrapio ·
Schönenberger